# フェントラミン
フェントラミン(Phentolamine、レジチン(Regitine))は可逆的α1･2受容体非選択的遮断薬である。

## 作用機序
主にα1受容体遮断による血管拡張薬として機能する。
低血圧とα2受容体遮断により交感神経を緊張させ、反射性頻脈を起こすこともある。

## 用途
主に高血圧性緊急症の制御、特に褐色細胞腫によるものに用いられる。
冠動脈攣縮を招き心筋虚血や高血圧を悪化させるとの考えから、一般的に、コカインに誘発された心血管合併症の治療にはβ遮断薬は避けられており、フェントラミンなどのα遮断薬が有用である。だがこの用途ではフェントラミンは第一選択薬ではなく、ベンゾジアゼピン・ニトログリセリン・カルシウム拮抗剤が十分に奏効しない場合に限るべきである。
血管を拡張して血流を増やす作用があるため、海綿体内に注入することで勃起不全の治療にも用いられる。
ノルアドレナリンに代表される昇圧剤の溢出が末梢の血管収縮を招いた場合の対抗策として、救急カートでこれらの薬剤の側に置かれることがある。アドレナリンはノルアドレナリンよりもβ受容体への作用が強いため血管拡張作用が弱いが、やはりその作用は用量依存的である。
複合性局所疼痛症候群への治療効果もある。
近年、歯科分野において、フェントラミンが局所麻酔反転剤として導入されている。多くの局所麻酔剤は局所的に血管を収縮させることでその作用を持続させているが、フェントラミンはその作用を逆転させることで麻酔を解除する。製品の一つである OraVerse はメシル酸フェントラミンの注射剤で、広く用いられている麻酔剤と血管収縮剤の組み合わせに対して、軟組織に残る痺れを取り去る作用が確認されている。

## 合成
m-(p-トルイジノ)フェノールを2-クロロメチルイミダゾリンでアルキル化することで合成される。